# Jürgen Heddinghaus
Jürgen Heddinghaus (* 17. Dezember 1954) ist ein ehemaliger deutscher Fußballspieler.

## Werdegang
Der Abwehrspieler Jürgen Heddinghaus stammt aus der Jugend des FC Schüttorf 09 und begann seine Karriere bei Eintracht Nordhorn in der Oberliga Nord. Im Sommer 1977 wechselte er zum Zweitligisten SC Herford. Er feierte sein Zweitligadebüt am 6. August 1977 beim 1:1-Unentschieden der Herforder gegen den Wuppertaler SV. Nach dem Abstieg am Ende der Saison 1977/78 gelang Heddinghaus mit seiner Mannschaft der direkte Wiederaufstieg als Meister der Oberliga Westfalen. Im Sommer 1981 verpasste Heddinghaus mit seiner Mannschaft die Qualifikation für die eingleisige 2. Bundesliga. Für die Herforder absolvierte er 68 Zweitligaspiele und erzielte dabei neun Tore. Von 1983 bis 1987 spielte Heddinghaus für den FC Gütersloh und wurde mit dem Verein 1984 Meister der Oberliga Westfalen. In der folgenden Aufstiegsrunde zur 2. Bundesliga scheiterte die Mannschaft jedoch.
In der Saison 1990/91 trainierte Heddinghaus den FC Gütersloh und führte seine Mannschaft zum Aufstieg in die Oberliga Westfalen.